# Dilj
A Dilj egy hegység Horvátországban, Szlavónia középső részén, Bródtól északra.

## Fekvése
Szlavónia legdélibb fekvésű hegysége, a Papukkal, a Psunjjal és a Ravna gorával a Pozsegai-medence peremhegységeinek egyike.
A hegység északról a Bródi Szávamentét és a hatalmas Pozsegai-völgység délkeleti részét zárja le.

## Neve
Neve a horvát „dijeliti” (megosztani), illetve annak sokác változatából a „diljiti” igéből származik. Nevét arról kapta, hogy ez választotta el a határtérséget az ún. „Szlavóniai Paurijától”, mely Pozsega térségét foglalta magában. A Dilj és a Száva közötti terület a karlócai béke után lett határövezet, melytől északra alakult ki Pozsega vármegye, míg a hegységtől délre a katonai igazgatású Bródi határőrezred területe.

## Leírása
A hegység körülbelül 45 km hosszú. Magassága fokozatosan csökken kelet felé, átnyúlva a Diakovári-alföld síkvidéki területeire. A hegység legmagasabb nyugati csúcsa a Cinkovac (461 m tengerszint feletti magasságban), amely pontosan ugyanolyan magas, mint a Degman (régi nevén Jurje brdo) nevű keleti csúcs. A 421 méteres Čardakon, a hegység főgerincén egy magasan falazatott, piramis alakú kilátó áll, mely ugyan nem a hegység legmagasabb pontja, mégis sokkal népszerűbb a turisták körében, mint a két főcsúcs.

## Földtani szerkezete
A Dilj-hegység szinte kizárólag harmadkori kőzetekből épül. A harmadkori szerkezet domborzata nagyon szétágazó, sűrű völgy-, és szakadékhálózattá terjeszkedtek, amelyeket lemezes gerincek tagolnak. Mivel a kréta és a neogén között a Száva-Dráva térségben erősebb tektonikai mozgások mentek végbe, nagy valószínűséggel Diljt sugárirányban lesüllyesztették és elárasztották a fiatal miocén és a pliocén tengerek. Tekintettel arra, hogy Diljben több helyen magmás kőzetek találhatók (Matković Mala, Oriovčić és Crni Potok felett), valószínűleg itt a pliocénnél régebbi vulkáni kitörések voltak. A hegység mai formája a negyedidőszakban lezajló eróziós folyamatok eredménye.